# Vallenay
Vallenay település Franciaországban, Cher megyében. Lakosainak száma 694 fő (2022. január 1.). Vallenay Bruère-Allichamps, Chambon, Crézançay-sur-Cher, Farges-Allichamps, Marçais, Morlac, Nozières, Orcenais és Saint-Loup-des-Chaumes községekkel határos.

## Népesség
A település népessége az elmúlt években az alábbi módon változott:
| Lakosok száma | 1009 | 833  | 857  | 712  | 722  | 736  | 741  | 717  | 708  | 694  |
|               | 1968 | 1982 | 1990 | 2006 | 2013 | 2015 | 2017 | 2019 | 2020 | 2022 |